# Mainfonds
Mainfonds är en kommun i departementet Charente i regionen Nouvelle-Aquitaine i västra Frankrike. Kommunen ligger  i kantonen Blanzac-Porcheresse som ligger i arrondissementet Angoulême. År 2018 hade Mainfonds 118 invånare.

## Befolkningsutveckling
Antalet invånare i kommunen Mainfonds
Referens:INSEE